# Tamchakett Airport
Tamchakett Airport är en flygplats i Mauretanien.   Den ligger i regionen Hodh El Gharbi, i den södra delen av landet, 600 km öster om huvudstaden Nouakchott. Tamchakett Airport ligger 163 meter över havet.
Terrängen runt Tamchakett Airport är platt.  Trakten runt Tamchakett Airport är nära nog obefolkad, med mindre än två invånare per kvadratkilometer. Det finns inga samhällen i närheten. Trakten runt Tamchakett Airport är ofruktbar med lite eller ingen växtlighet.